# Gynostemma pubescens
Gynostemma pubescens là một loài thực vật có hoa trong họ Cucurbitaceae. Loài này được (Gagnep.) C.Y.Wu mô tả khoa học đầu tiên năm 1983.